# ドン・コサック軍
ドン・コサック軍(―ぐん、ロシア語:Донское казачье войско）は、コサックの軍事組織で、ロシア帝国のコサック軍の一つ。ウクライナ人、南ロシア人やタタール人などによって構成され、現在の南東部ウクライナと南西部ロシアに当たるドン川の流域を中心に勢力圏を持った。17世紀半ばにロシアの強化にともなって独立を失い、19世紀から20世紀にかけてロシア所属の最大の非正規軍となった。ドン衆（Донцы）、ドン・コサック(Донские казаки)とも。
20世紀にドン・コサックは、軍役のほかに警察業務を担当していたことから、体制派・帝政派の支持者、民衆の弾圧者、また革命への反逆者というイメージが強く形成されてきた。

## 名称
日本語文献内では「ドン・コサック兵」、「ドン・カザーク軍」、「ドン・カザーキ軍」、「ドン・コザック軍」などとも書かれる。いずれも訳語の問題であり、意味するものは同じである。
その他、ロシア内戦期に関しては「白ドン・コサック軍」(Белоказаки Донской армий)などという呼称も用いられる。「ドン軍の白軍コサック(白コサック軍)」という意味であるが、ドン・コサック軍が白軍(白衛軍)としてドン軍(Донская армия)に参加していたため、このような名称で呼ばれた。一方、ソヴィエト勢力に加担したコサックは赤コサック軍と呼ばれ、ソヴィエトに降伏したドン・コサック一部は、赤ドン・コサック軍となった。

### 歴史

ドン・コサック軍の勢力域一帯の地図

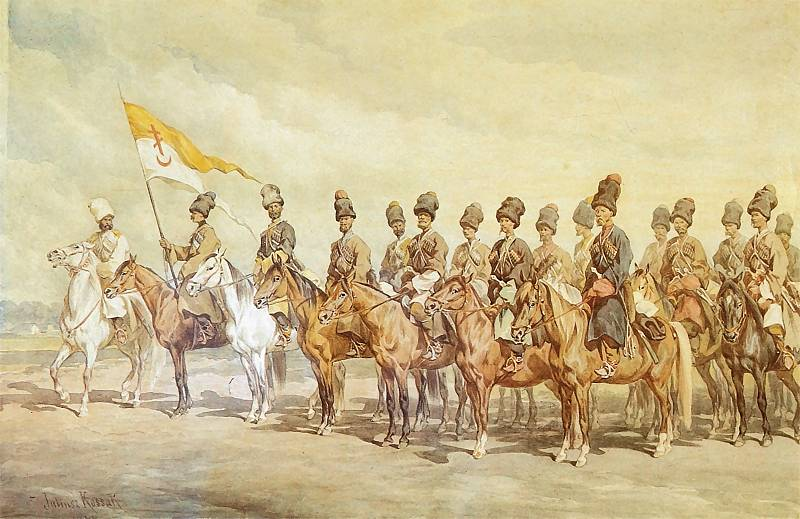
ドン・コサック軍

16世紀にドン川流域はさまざまな遊牧民や土地を持たない人々・各地の圧政を逃れてきた人々(逃亡農奴など)を引き付けた。こうした人々は次第に共同体を構成していき、広くコサックと呼称されるようになった。彼らは武装した集団も形成し、狩猟など生計のほかオスマン帝国やクリミア・ハン国との武装闘争に明け暮れ、優れた乗馬能力や武力を磨き、それを傭兵として売るようになっていく。
ドン・コサック軍は、16世紀にドン・コサックの軍事組織として成立した。名称は、根拠地を流れるドン川に由来する。当初はモスクワ大公国やロシア帝国に対する反乱を起こすこともしばしばあった。ラージンの乱（1670年 - 1671年）、ブラヴィンの乱（1707年 - 1709年）、プガチョフの乱（1773年 - 1775年）はみなドン・コサックによる蜂起である。しかし、次第に帝国の体制に組み込まれていった。
ロシア皇帝ピョートル1世（在位: 1682年 - 1725年/1721年 - 1725年）によって推し進められた組織の改変に反発し、ドン・コサック軍はウクライナのヘーチマン、イヴァン・マゼーパと結ぶなどしてピョートルに対し敵対行動をとった。ピョートルに敗れた後、ドン・コサック軍の一部は1737年からオスマン帝国へ逃亡を始め、クバーニ地方に居を構えるようになった。その後、一部はルーマニアに組み込まれた。
一方、ロシア帝国領内に留まったドン・コサック軍はロシア帝国から認められた南ロシアから東ウクライナの一帯、現在のロストフ、ヴォルゴグラード、ルハーンスク、ドネーツク、ヴォローネシュ、カルムイク共和国一帯を領土としていた。この地域は、帝政時代にはドン軍管州と呼ばれ、ドン・コサックは皇帝へ忠誠を誓い軍務に就く代わりにこの地方での一定の自治を認められていた。中央集権の強いロシア帝国では、このように自治権が認められることはきわめてまれであった。そのため、ドン・コサックは半ば特権階級と化した。ドン軍管州の首都はノヴォチェルカッスクに置かれた。
弾圧行動としてよく知られたのは、ロシア第一革命中にオデッサで起きた戦艦ポチョムキンの反乱で、ドン・コサック軍が市街において民衆の武力弾圧を行い大勢の死傷者が出た。
ロシア帝国のドン・コサック軍はロシア帝国の軍隊として働き、数々の戦争に参加した。露土戦争やクリミア戦争での活躍が知られる。また、祖国戦争でも7万のドン・コサック兵がナポレオン軍と戦った。
第一次世界大戦中の1916年には、ドン・コサック軍は150万の兵力を誇り、帝国内で最も強大な軍事組織のひとつとなった。ロシア革命後、ドン・コサック軍は白軍中最大の勢力となり、ラーヴル・コルニーロフの指揮の下赤軍に大きな損害を与えた。しかし、1918年には祖国を追われることとなった。その後もドン・コサック軍はドン軍(Донская армияドンスカーヤ・アールミヤ)として南ロシア軍内で活動を続け、組織を維持した
その後、白軍の敗北によりドン・コサック軍はトルコへ亡命した。この亡命の道は、旧来ロシア帝国に追われたロシアやウクライナのコサックたちの辿った道であった。ドン・コサック軍は、1962年までトルコに居住し、その後は帰国の許されたロシアやアメリカ合衆国へ移住した者が多かった。
現在は、ロシア連邦国内のかつての居住地に、一部のドン・コサックが従来のような自治権を持って居住している。

### 評価
ドン・コサック軍に対しては、しばしば否定的な評価がなされてきた。
一般に、コサック集団は初期には帝政時代に推し進められた民衆への弾圧や農民の農奴化から逃れるための受け皿としての性格があった。これが度重なるロシア帝国への敗戦ののち、次第に体制側へ転換していき、19世紀には逆に弾圧する側の軍事組織と変貌した。ドン・コサック軍はその代表格であり、しばしば武力を持って民衆の生命を脅かしたため、多くの人々から恐れられ、忌み嫌われた。だが、その背景にはロシア人のコサックに対する差別もあった。
ドン・コサックが弾圧側の代表となっていった背景には、しばしばモスクワを脅かした強大な軍事力と巧みな政治力によりうまく体制側に取り入り、生き残ってきたという経緯があった。これに対し、同じく大きな勢力であったザポロージャ・コサックやヤイク・コサックなどは、他の道を探った結果軍事的・政治的な敗北により亡ぼされていった。ドン・コサックには、ロシア帝国の体制側に取り入ることより他に生き残る道は残されていなかった。
ロシア内戦期にも、ドン・コサック軍は皇帝への忠誠を守った。その結果、ボリシェヴィキとの戦争で赤軍に敵対し、ソ連時代には「悪役」の代表格として嫌われた。ソ連中期にはロシア国内への帰国が認められ、ソ連末期にはその名誉の回復も進んだが、現在でも一般に嫌われる傾向は薄まったとは言えない。また、「コサックの国家」を自認する人の多いウクライナでも、ドン・コサック軍は「悪いロシアのコサック」というレッテルを貼られ、嫌われる傾向が強い。
逆に、ドン・コサック軍に関係する人々の間では自らがドン・コサック軍の一員であることは強い誇りであり、現在もロシアの一部で伝統や習慣に基づいた独自の生活を送っている。